# Ficocianobilina
La ficocianobilina è una ficobilina di colore blu, un cromoforo tetrapirrolico presente nei cianobatteri e nei cloroplasti delle alghe rosse, glaucofite, e alcune criptomonadi. Ficocianobilina è presente solo nelle ficobiliproteine alloficocianina e ficocianina, in cui è l'accettore terminale di energia. Essa è legata covalentemente a queste ficobiliproteine mediante un legame tioetereo.